# Arachnothera everetti
El arañero de Everett (Arachnothera everetti) es una especie de ave paseriforme de la familia Nectariniidae endémica de la isla de Borneo (Indonesia y Malasia Oriental).
Su nombre científico conmemora al naturalista y administrador colonial británico Alfred Hart Everett.

## Distribución y hábitat
Es una especie endémica del centro-norte de la isla de Borneo. Su hábitat natural son los bosques húmedos tropicales.